# Trachy
Trachy, německy Althammer či dříve Trachhammer, jsou vesnice ve gmině Sośnicowice v okrese Gliwice v jižním Polsku v Horním Slezsku. Geograficky se nachází převážně na pravém břehu řeky Bierawka v geomorfologickém celku Obniżenie Bojszowa.

## Historie a popis
Nácházejí se přibližně 13 kilometrů jihozápado-západně od okresního města Gliwice. Byly založeny kolem roku 1550 Johannem Trachem jako hutnické a průmyslové centrum a odtud také pochází název vesnice. V roce 1703 zde byla postavena první vysoká pec v Horním Slezsku. Po rozdělení Horního Slezska v roce 1922 se staly Trachy součástí německé Výmárské republiky. V roce 1945 přešla vesnice pod polskou správu. V letech 1975-1998 vesnice administrativně patřila do již zaniklého Katovického vojvodství. Dne 10. října 2013 byl obci přidělen také oficiální německý místní název Althammer. K vesnici patří také osady Nowa Wieś a Zamost.

### Turistické trasy
Trachy jsou počáteční bodem Sośnicowické stezky a územím vesnice prochází turistické trasy Szlak Stulecia Turystyki a Śląsko-Morawska Droga św. Jakuba a cyklostezky.